# Johann Speymann
Johann Speymann (ur. 1563, zm. 3 września 1625) – kupiec, rajca i burmistrz Gdańska.

## Życiorys
Studiował w Krakowie, Strasburgu, Wittenberdze, Królewcu, Heidelbergu, Padwie, Pizie i Sienie. W czasie pobytu we Włoszech otrzymał z rąk papieża Klemensa VIII szlachectwo. W Gdańsku trudnił się handlem zbożem głównie z Italią.
W latach 1601–1603 pełnił funkcję ławnika sądu miejskiego, w 1603-1613 rajcy miejskiego, a w latach 1613-1625 burmistrza Miasta Gdańska.
Wraz z burmistrzem Bartłomiejem Schachmannem był współinicjatorem budowy takich obiektów w Gdańsku jak: fontanna Neptuna, Wielka Zbrojownia, Złota Kamienica (siedziba rodu) i Złota Brama.
Był człowiekiem zamożnym; w swym testamencie pozostawił czterem córkom, oprócz domu rodzinnego przy Długim Targu i dwóch innych domów, spichlerz i połowę innego spichrza, ogród ze strzelnicą i letnią rezydencję podmiejską.
Jest patronem dzwonu fis3 carillonu Ratusza Głównego Miasta w Gdańsku.